# Loučná nad Desnou
Loučná nad Desnou (v letech 1948–1950 jen Loučná, do roku 1948 Vízmberk, něm. Wiesenberg) je obec v okrese Šumperk v Olomouckém kraji, necelých 15 km severovýchodně od Šumperka. Žije zde přibližně 1 400 obyvatel.  
Loučná nad Desnou leží v údolí horního toku Desné nad Velkými Losinami pod Červenohorským sedlem.

## Historie
První písemná zmínka o obci pochází z roku 1494.
Rodiště světoznámého klavíristy Alfreda Brendela. Žila zde i Valérie Zawadská.
V obci do poloviny dvacátého století převládalo německy mluvící obyvatelstvo. Po druhé světové válce byli starousedlíci vysídleni a v původně německé obci došlo k úplné výměně obyvatelstva.

## Pamětihodnosti
V katastru obce jsou evidovány tyto kulturní památky:
- Zámek s areálem – stavba z roku 1608, upravený v letech 1749 a 1840; zámecká kaple z roku 1744, upravená v roce 1847, slouží jako farní kostel; k areálu dále patří:
  - socha sv. Alžběty – litinová plastika ze 2. poloviny 19. století
  - socha sv. Floriána – litinová plastika ze 2. poloviny 19. století
  - kašna – pískovcová, v historizujícím slohu, ze 2. poloviny 19. století
  - zámecký park – přírodně krajinářský park sbírkového charakteru, který patří svým architektonickým řešením a botanickou hodnotou k nejkvalitnějším v kraji
  - ohradní zeď a vstupní brána – pseudogotická litinová brána pochází z poloviny 19. století
  - Hřbitov s hrobkou rodiny Kleinů – prohlášen památkou v roce 2008[8]
- Kříž (před pilou v Rejhoticích) – kamenická práce místního původu z poloviny 19. století

Další zajímavé stavby:
- Zájezdní hostinec
- Penzion pro seniory – současná stavba architekta Jana Línka z roku 1999, v roce 2000 získala čestné uznání GRAND PRIX OA[9]

## Rodáci
- Alfred Brendel (1931 - 2025), klavírista
- Valérie Zawadská (* 1958), česká herečka
- Petr Válek (* 1976), umělec, performer v oblasti audiovize
- Radek Kováč (* 1979), fotbalista, reprezentant ČR

## Galerie

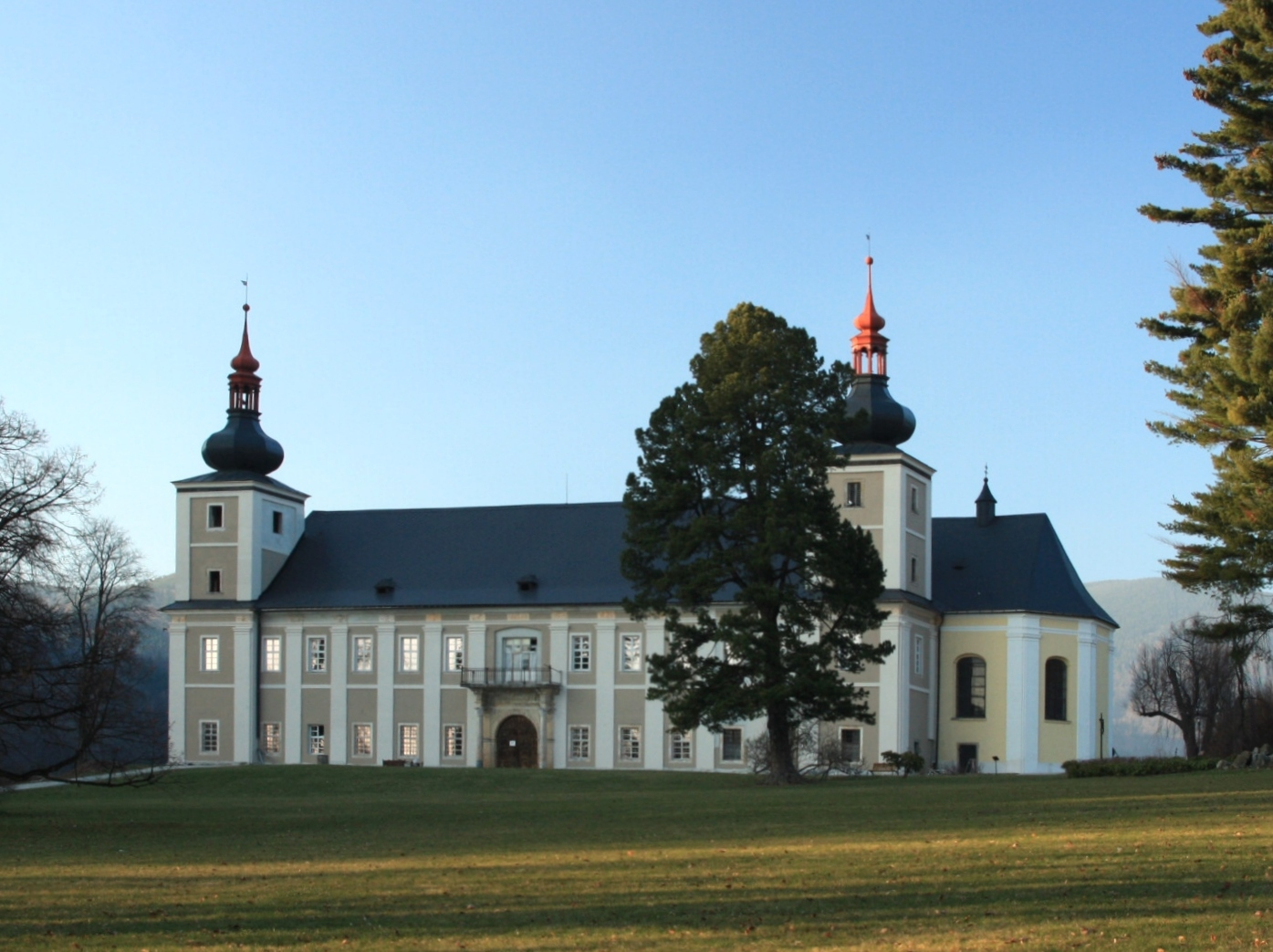
Zámek
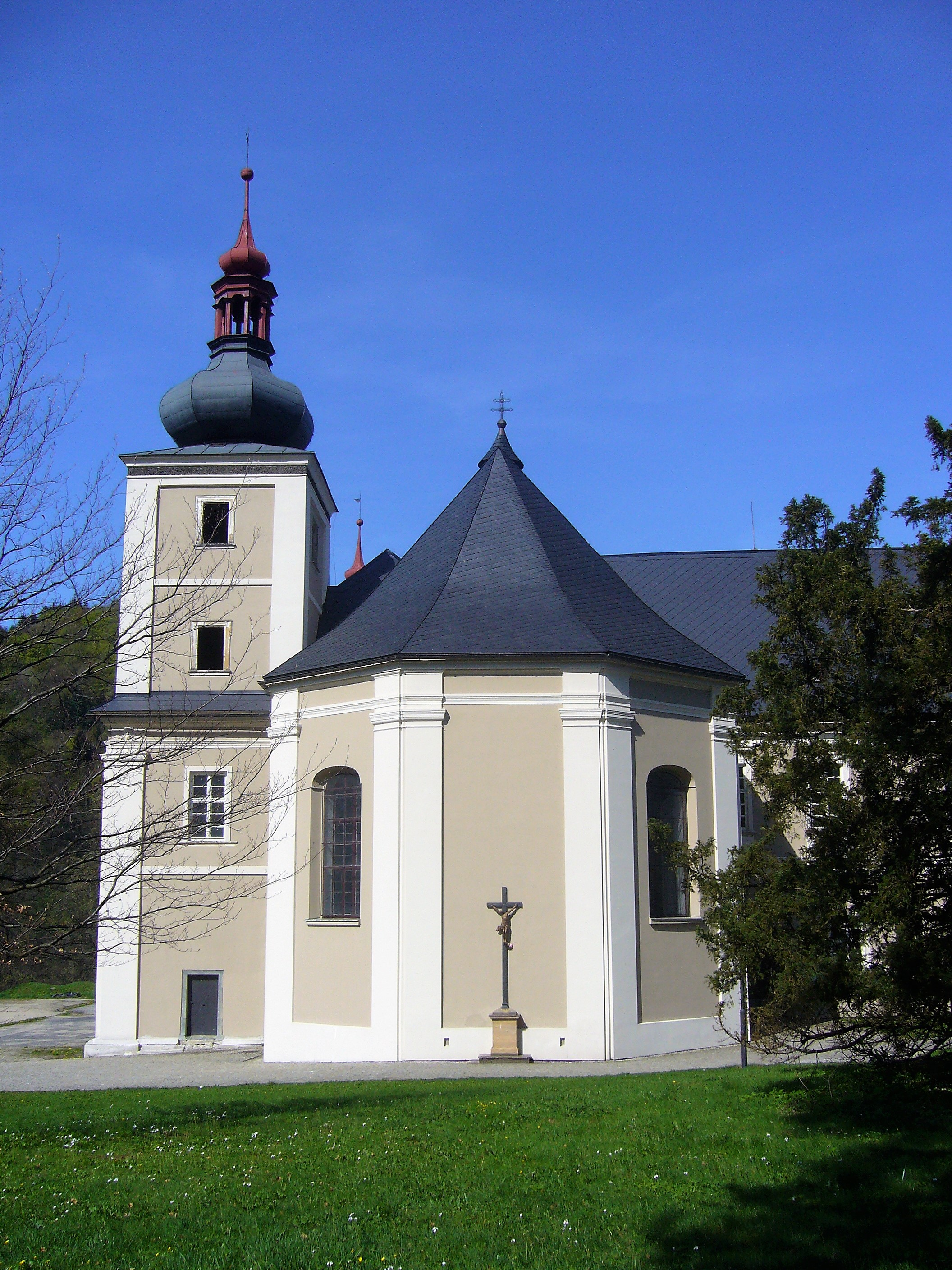
Kostel sv. Cyrila a Metoděje u zámku
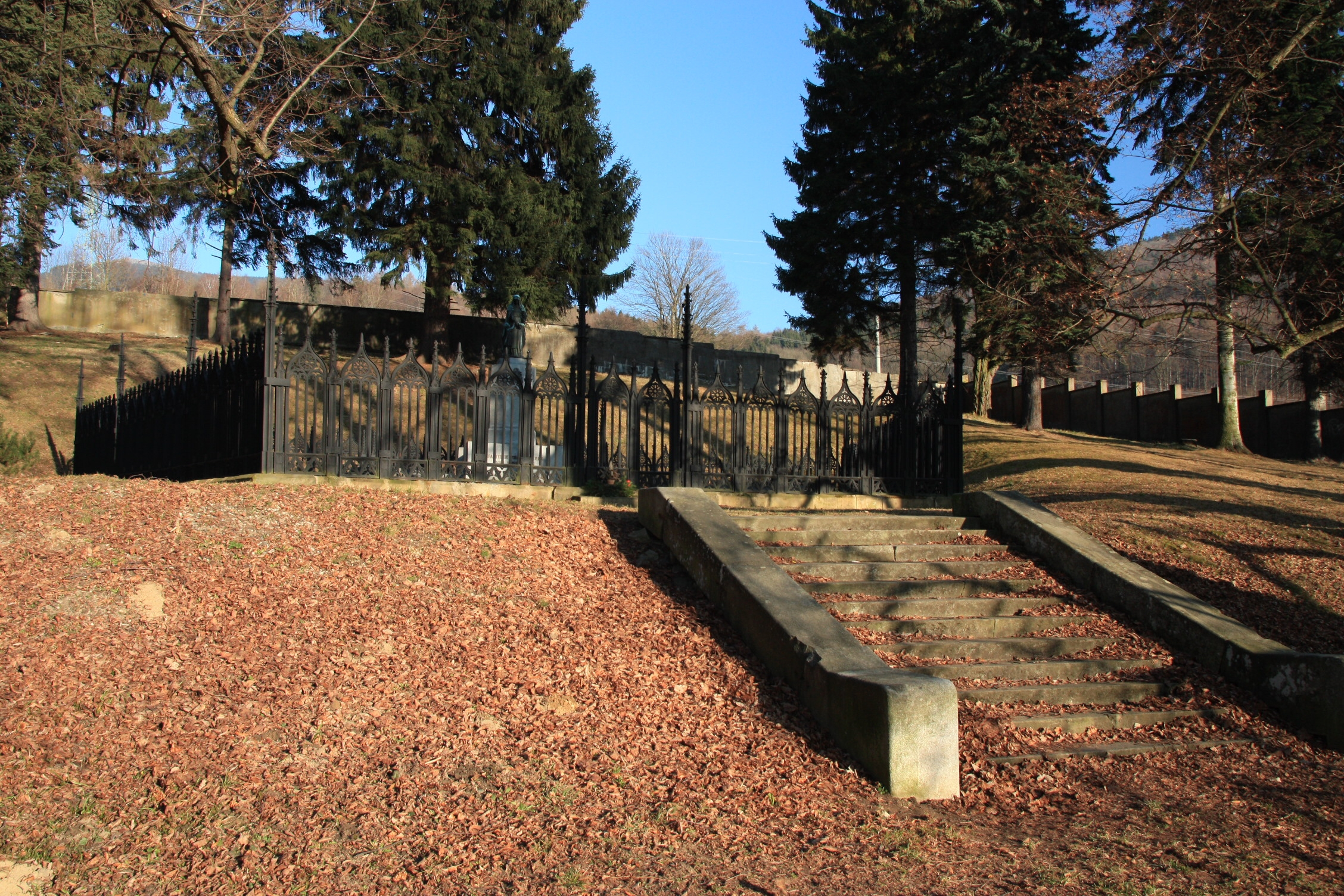
Hřbitov, hrobka rodiny Kleinů
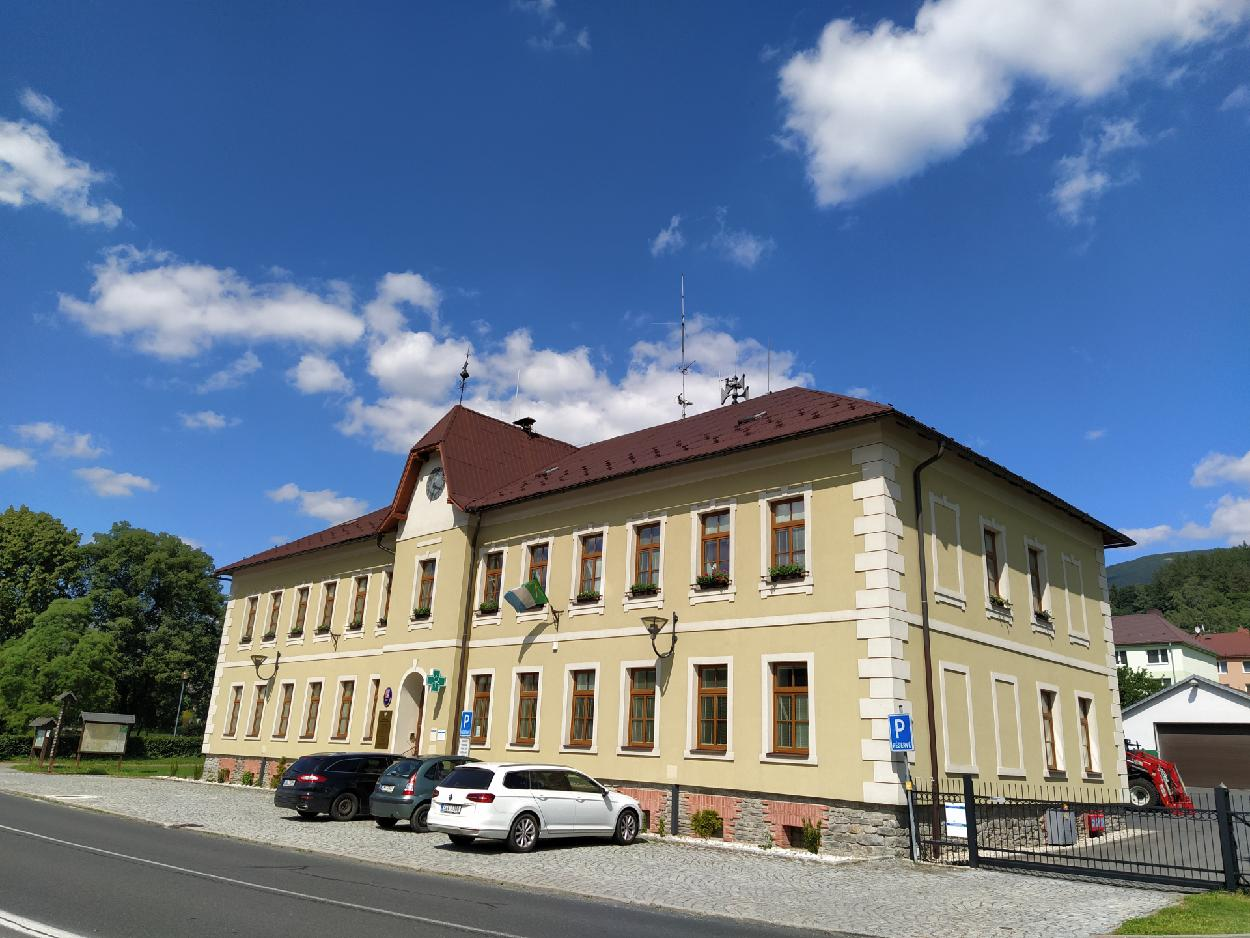
Obecní úřad
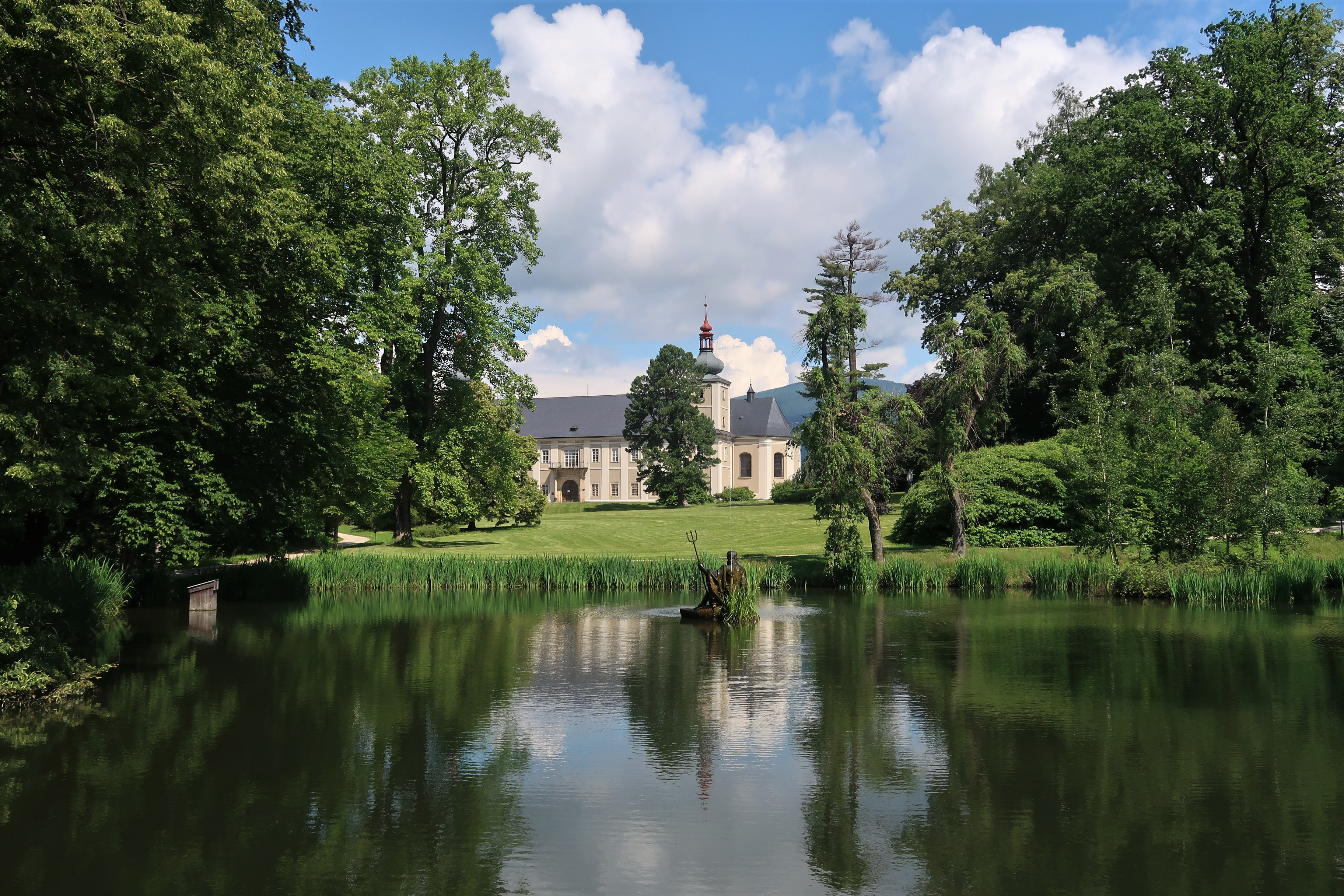
Zámecký park
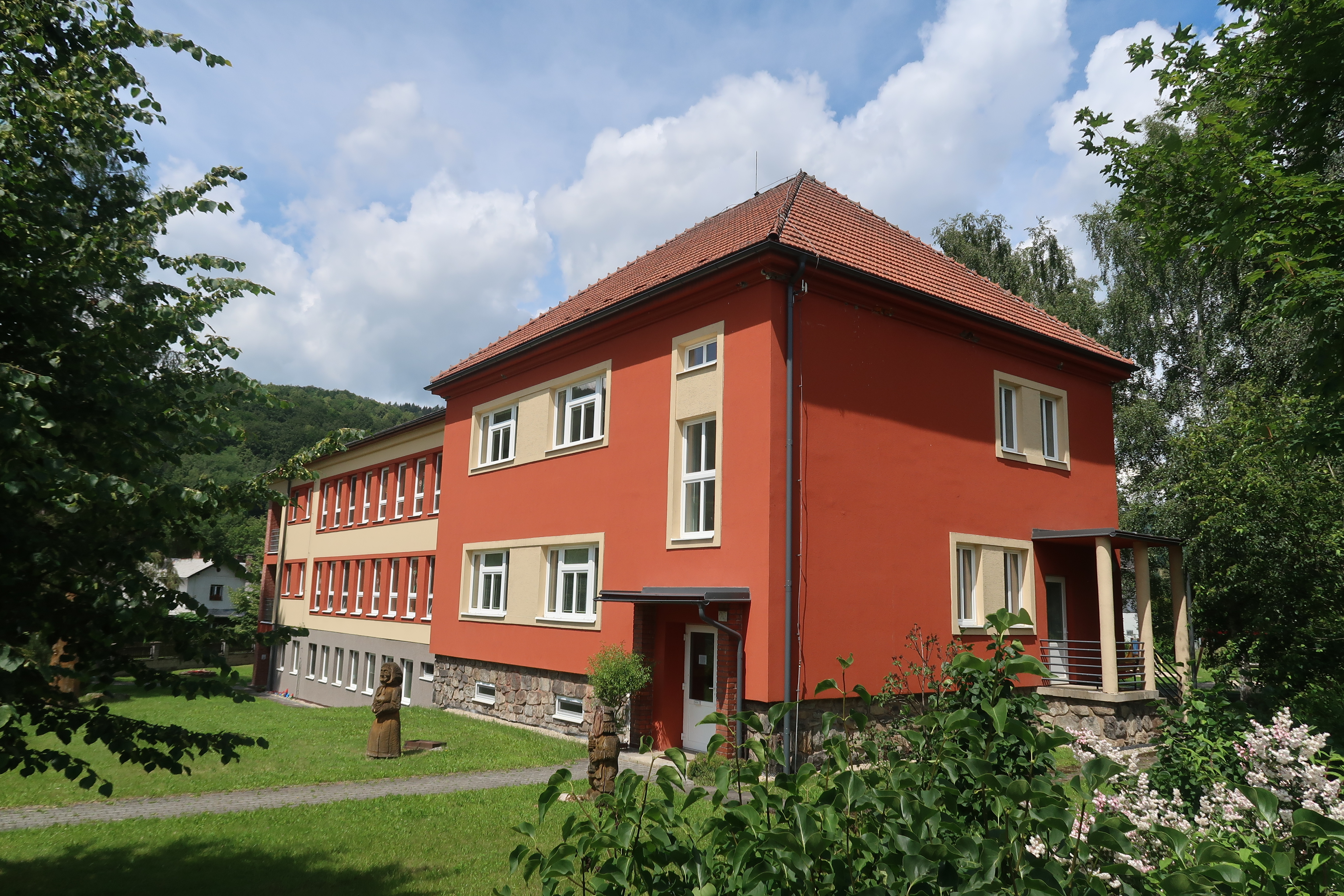
Mateřská škola
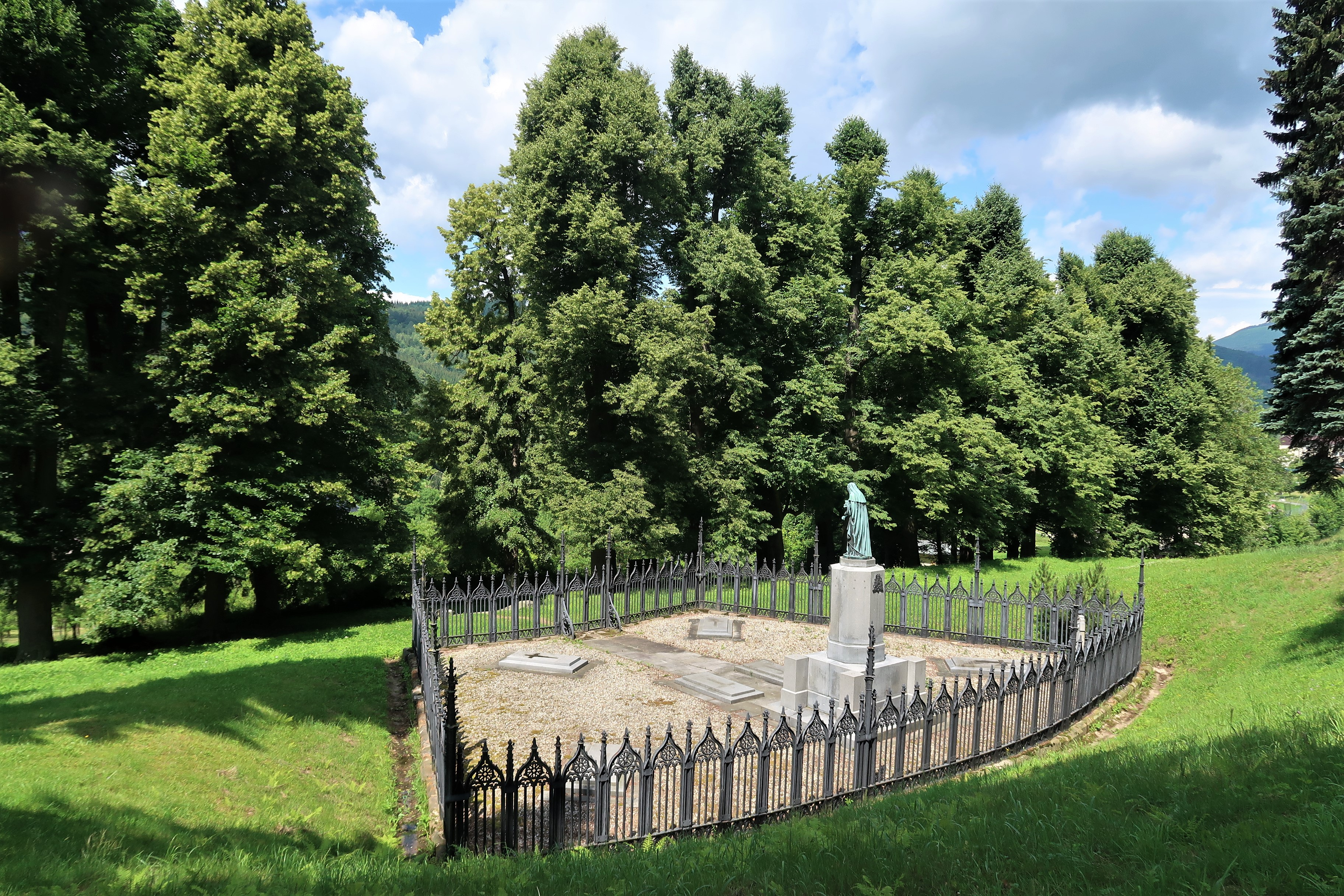
Hrobka Kleinů nad starým hřbitovem
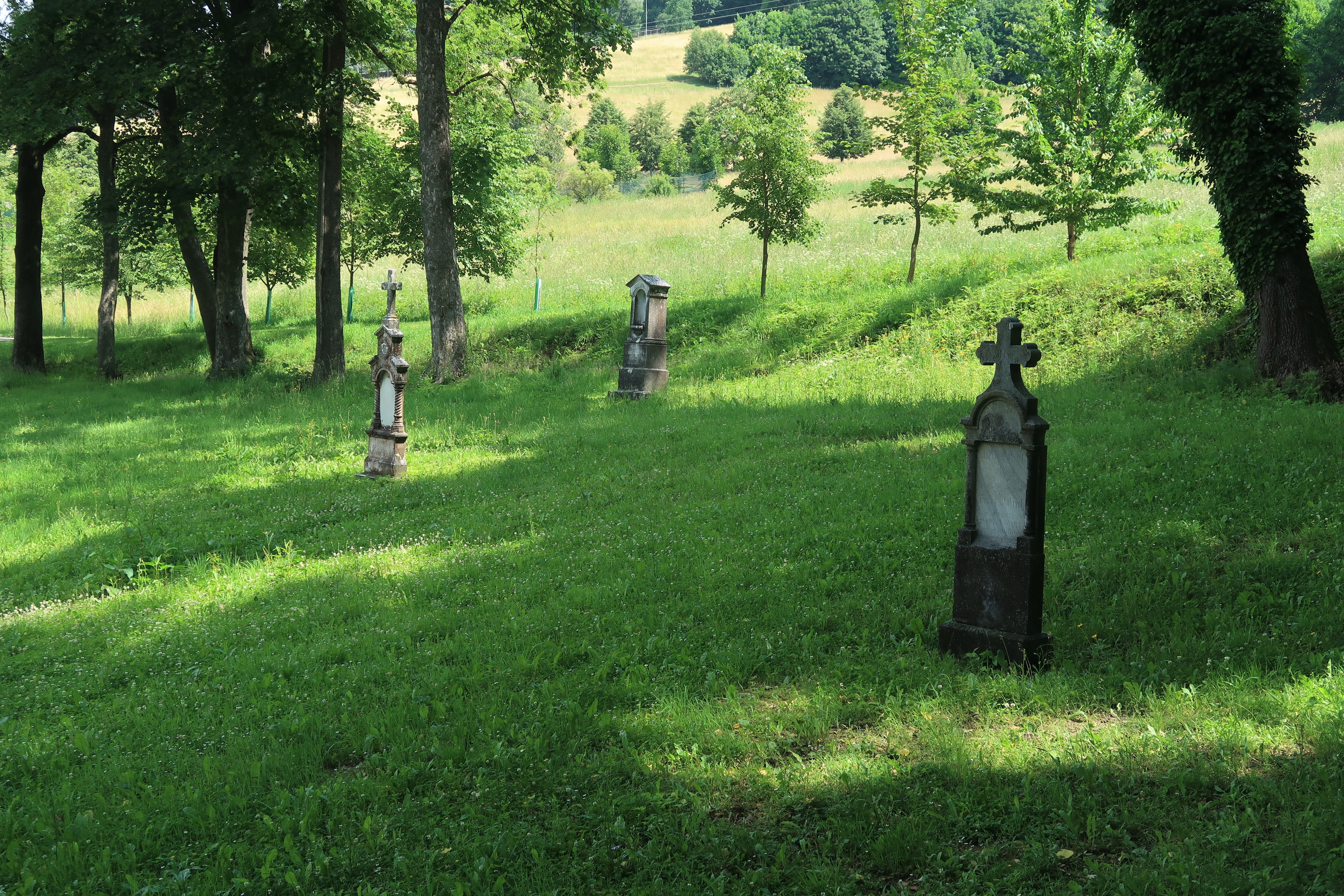
Památkově chráněný starý hřbitov
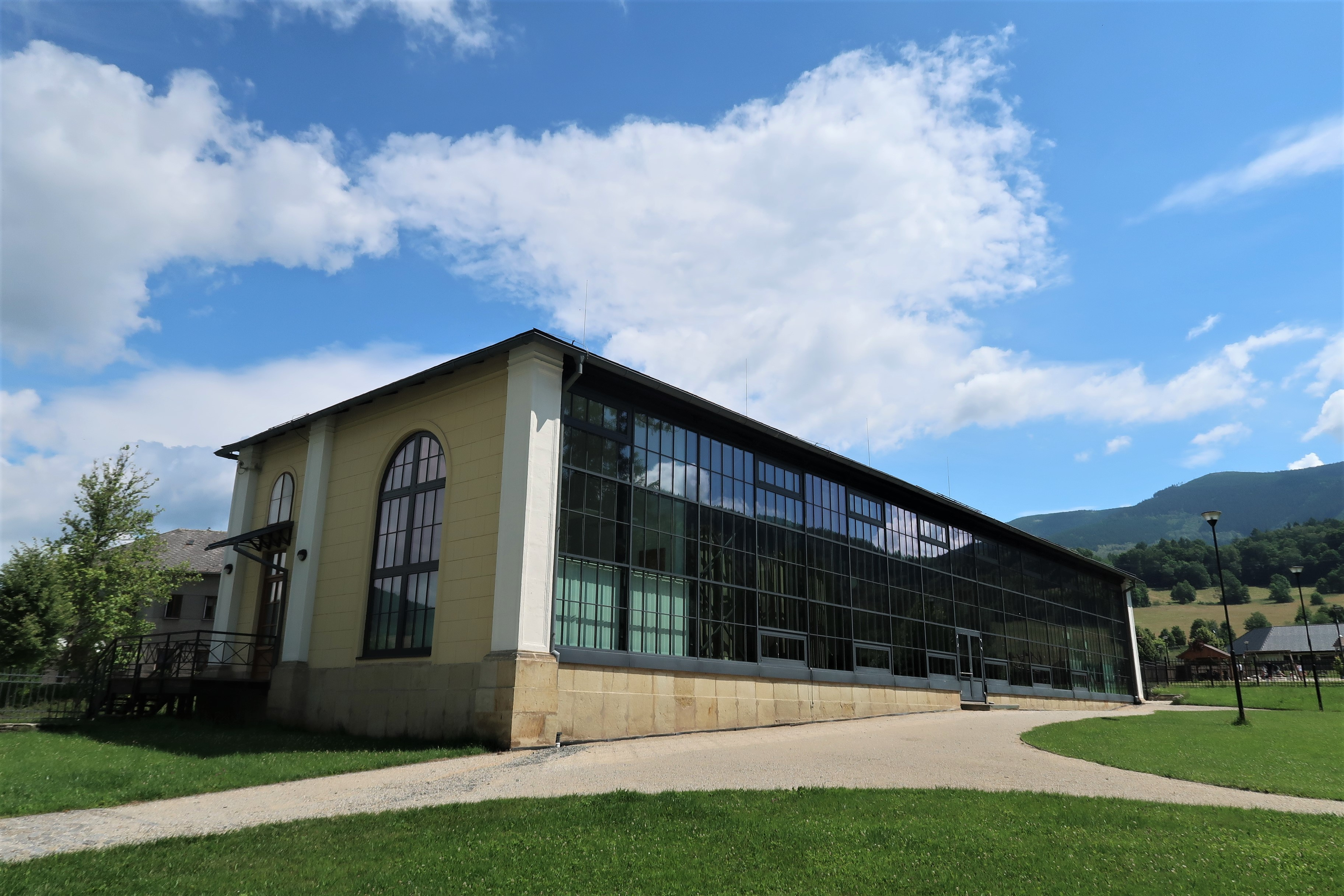
Kulturní dům (bývalá zámecká oranžerie)
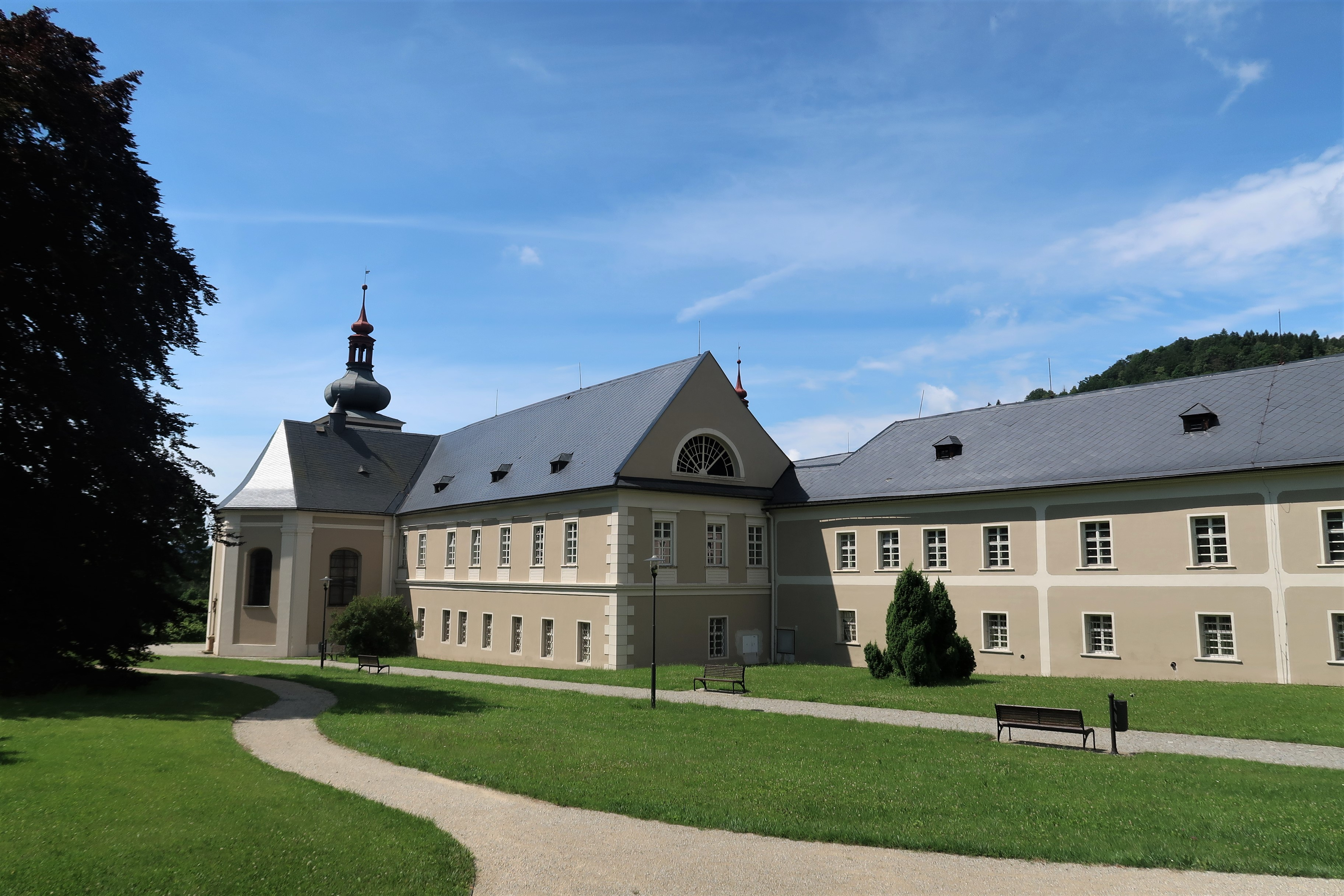
Zámek s kaplí sv. Cyrila a Metoděje
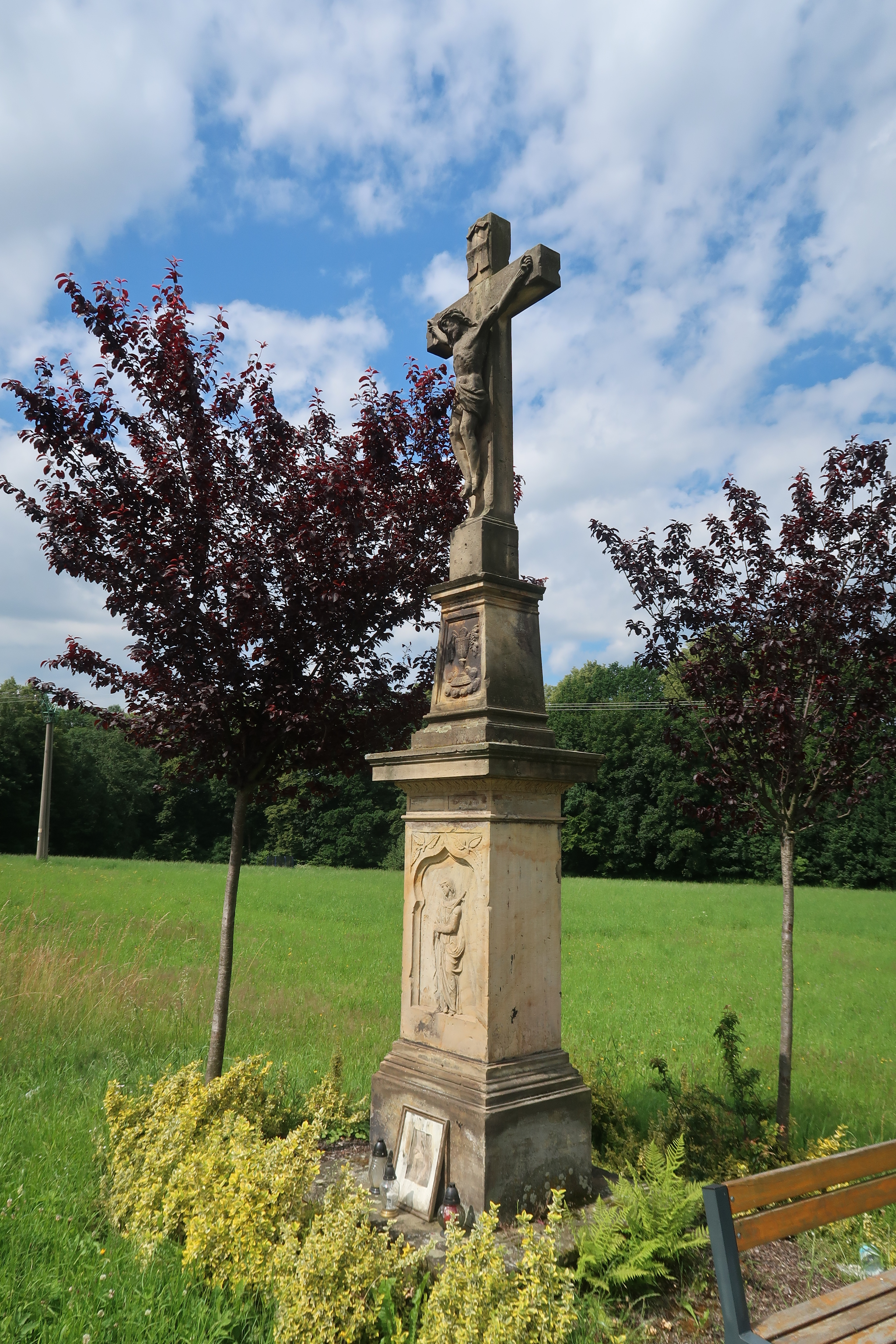
Kříž z roku 1875 v místní části Filipová
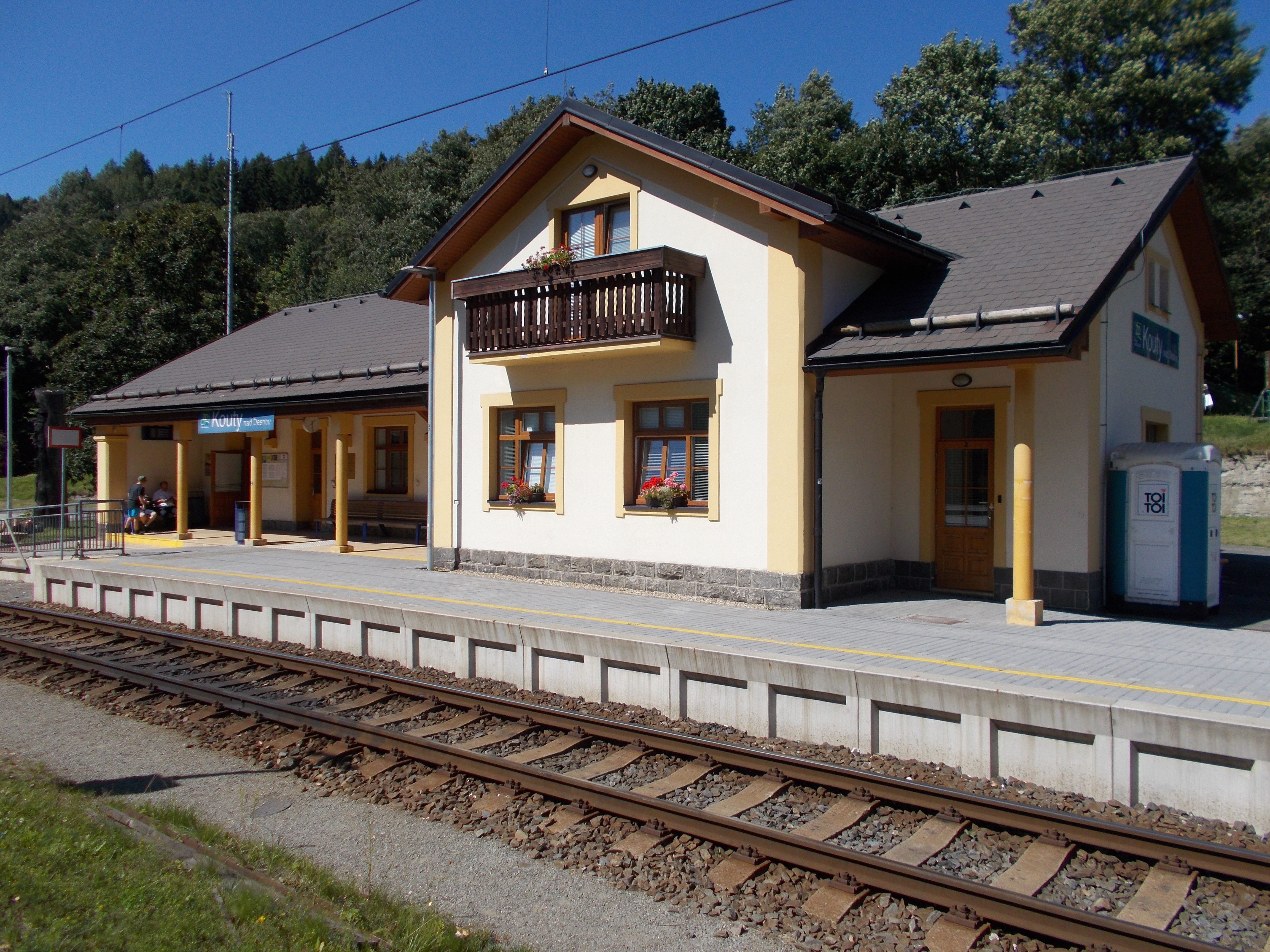
Vlakové nádraží

## Části obce
- Loučná nad Desnou
- Filipová
- Kociánov
- Kouty nad Desnou
- Přemyslov
- Rejhotice